# Peter Weller
Peter Weller, född 24 juni 1947 i Stevens Point, Wisconsin, är en amerikansk skådespelare. Han är kusin till Frederick Weller.

## Filmografi (urval)
- 2013 – Sons of Anarchy (TV-serie)
- 2013 – Star Trek Into Darkness
- 2013 – Hawaii Five-O (TV-serie)
- 2012 – Longmire (TV-serie)
- 2012 – House (TV-serie)
- 2010 – Psych (TV-serie)
- 2010 – Dexter (TV-serie)
- 2010 – Fringe (TV-serie)
- 2006 – Monk (TV-serie)
- 2006 – Engineering an Empire (TV-serie)
- 2006 – 24 (TV-serie)
- 2005 – Star Trek: Enterprise (TV-serie)
- 2003 – The Sin Eater
- 1995 – På tal om Afrodite
- 1995 – Screamers
- 1991 – Den nakna lunchen
- 1990 – Robocop 2
- 1987 – Robocop
- 1982 – Ta ner månen om du kan!
- 1977 – På första sidan (TV-serie)